# Jüdische Trauerhalle (Hechingen)

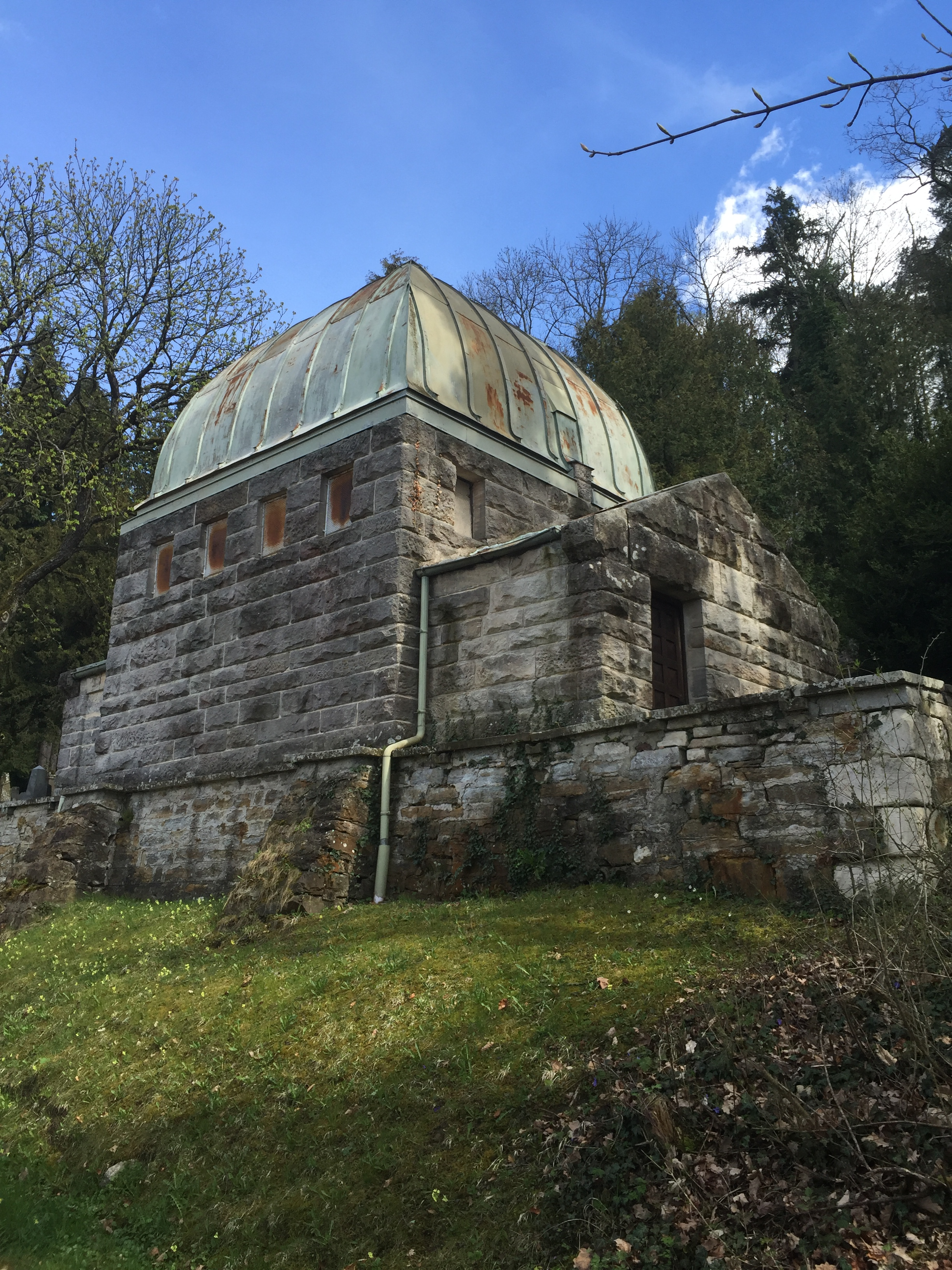
Jüdische Trauerhalle in Hechingen

Die Jüdische Trauerhalle auf dem jüdischen Friedhof in Hechingen, einer Stadt am Westrand der Schwäbischen Alb in Baden-Württemberg, wurde 1907 erbaut. Planer war der Architekt und Landeskonservator Wilhelm Friedrich Laur.
Die Inneneinrichtung wurde 1939/40 zerstört.
Heute befindet sich in der Trauerhalle eine Gedenktafel mit den Namen von 22 aus Hechingen verschleppten jüdischen Bürgern.